# Elaiza
Elaiza is een Duitse folkgroep.

## Overzicht
De band werd in 2012 opgericht door Oekraïens-Poolse Elżbieta Steinmetz, Yvonne Grünwald en Natalie Plöger. Twee jaar later namen ze deel aan Unser Song für Dänemark, de Duitse preselectie voor het Eurovisiesongfestival. Met het nummer Is it right wisten ze de nationale finale te winnen, waardoor ze Duitsland mocht vertegenwoordigen op het Eurovisiesongfestival 2014, dat plaatsvond in de Deense hoofdstad Kopenhagen. Duitsland eindigde er als 18de.